# Hot Wheels Acceleracers
Hot Wheels Acceleracers è una mini-serie televisiva animata della Mattel, sequel di Hot Wheels World Race. 

## Trama
La serie, ambientata in California, prende ispirazione dalla linea di modellini di automobili della Mattel Hot Wheels, e ruota intorno alle storie di alcune gare di automobilismo calate in un contesto fantascientifico, simile a quello del film Tron.

## Produzione
Si tratta di una serie realizzata in computer grafica, prodotta dalla Mainframe Entertainment di Vancouver. 

## Distribuzione
I quattro episodi di sessanta minuti l'uno prodotti sono stati resi disponibili in DVD e VHS, e successivamente sono stati mandati in onda da Cartoon Network.

## Merchandising
È stato commercializzato un CD contenente la colonna sonora della serie dalla Sony BMG, mentre vari giocattoli e modellini sono stati distribuiti nei negozi o in regalo con i menu Happy Meal presso i ristoranti McDonald's.

## Personaggi
- Vert Wheeler
- Dott. Peter Tezla
- Kurt Wylde
- Gelorum
- Karma Eiss
- Nolo Pasaro
- Mitch 'Monkey' McClurg
- Tork Maddox
- Deezel 'Porkchop' Riggs
- Brian Kadeem
- Gig
- Shirako Takamoto
- Taro Kitano
- Mark 'Markie' Wylde
- Lani Tam
- Tone Pasaro
- RD-L1
- Acceleron

## Episodi
| Titolo originale | Titolo originale                                | Titolo italiano          | Prima TV originale | Durata    |
| ---------------- | ----------------------------------------------- | ------------------------ | ------------------ | --------- |
|                  | Hot Wheels: AcceleRacers – Ignition             | L'inizio                 | 8 gennaio 2005     | 60 minuti |
|                  | Hot Wheels: AcceleRacers – The Speed of Silence | La velocità del silenzio | 19 marzo 2005      | 60 minuti |
|                  | Hot Wheels: AcceleRacers – Breaking Point       | Il punto di rottura      | 25 giugno 2005     | 60 minuti |
|                  | Hot Wheels: AcceleRacers – The Ultimate Race    | La corsa definitiva      | 1º ottobre 2005    | 60 minuti |

## Doppiaggio
| Personaggio             | Doppiatore originale | Doppiatore italiano                                                  |
| ----------------------- | -------------------- | -------------------------------------------------------------------- |
| Vert Wheeler            | Andrew Francis       | Federico Di Pofi                                                     |
| Dottor Peter Tezla      | Michael Donovan      | Pierluigi Astore                                                     |
| Kurt Wylde              | Brian Drummond       | Maurizio Fiorentini                                                  |
| Gelorum                 |                      | Emanuela Amato (voce femminile) Gabriele Trentalance (voce maschile) |
| Karma Eiss              |                      | Emanuela Baroni                                                      |
| Nolo Pasaro             |                      | Stefano Billi                                                        |
| Mitch "Monkey" McClurg  |                      | Corrado Conforti                                                     |
| Tork Maddox             |                      | Bruno Conti                                                          |
| Deezel "Porkchop" Riggs |                      | Achille D'Aniello                                                    |
| Brian Kadeem            |                      | Andrea Ward                                                          |
| Gig                     |                      | Giovanni Petrucci                                                    |
| Shirako Takamoto        |                      | Marco De Risi                                                        |
| Taro Kitano             |                      | Massimiliano Plinio                                                  |
| Mark "Markie" Wylde     |                      | Gabriele Trentalance                                                 |
| Lani Tam                |                      | Monica Ward                                                          |
| Tone Pasaro             |                      | Marco De Risi                                                        |
| RD-L1                   |                      | Massimiliano Plinio                                                  |
| Acceleron               |                      | Gabriele Trentalance                                                 |